# Рене Аркос
Рене Аркос (фр. René Arcos, 16 вересня 1880, Кліші — 16 липня 1959, Неї-сюр-Сен) — французький письменник і поет, один з учасників літературного об'єднання письменників і видавництва «Абатство».

## Біографія
Народився в паризькому передмісті Кліші. Його батько був іспанцем, а мати — бретонкою. У 1906 році разом з Ж. Роменом, Ш. Вільдраком і Ж. Дюамелєм взяв участь в створенні артілі молодих поетів і художників «Абатство», прихильників унанімізму, які виступали проти символізму, з його асоціальністю, аполітичністю і відходом від дійсності, від людини. Пізніше влаштувався в Парижі. Виступав з лекціями про поезію по всій Європі. Під час Першої світової війни був військовим кореспондентом американської газети «Chicago Daily News». У роки Першої світової війни був активним членом руху миру на чолі з Роменом Роланом. Пацифіст, який ненавидить війну через її жорстокості, дуже переконливо показує кошмарне обличчя війни, але не знає іншого способу боротьби проти війни, як звернення до почуттів гуманності і людинолюбства. У 1918 році разом з Роменом Роланом брав участь у створенні журналу «Європа», редактором якої був до 1929 р. Заснував в Женеві в 1918 р. видавництво «Абатство». Як і всі ролландісти, перебував під великим впливом толстовства.

## Творчість
Дебютував в літературі 1901 року з книгою віршів «L'âme essentielle» (Вірна душа), просоченої туманним ідеалізмом, неясними і марними пошуками. Пізніше, Перша світова війна стала основною темою його творів на багато років. Характерні твори цього періоду: збірник віршів «Кров інших» (Le sang des autres, 1916), роман «Зло» (Le Mal), збірка оповідань «Казарма» (Caserne), збірка нарисів з побуту військової епохи «Злі роки».